# الطريق الوطني رقم 5A (الجزائر)
الطريق الوطني رقم 5A (طريق ميلة ) هو طريق فرعي لطريق الوطني رقم 5 ويمر عبر بلديات العثمانية وسيدي خليفة وعين التين التابعة لولاية ميلة وبلدية ابن زياد التابعة لولاية قسنطينة
الطريق الوطني هذا طريق حيوي حيث يريط بلديات لولاية ميلة وايضا يقوم بربط عاصمة ولاية ميلة مدينة ميلة ودائرة ميلة بالطريق الوطني رقم 5 و كذا ربطها بالطريق سيار شرق غرب